# Batalha de Trapani

Mapa dos movimentos das frotas veneziana (verde) e genovesa (vermelho) durante a campanha de 1266 que levou à Batalha de Trapani.

A Batalha de Trapani ocorreu em 23 de junho de 1266 ao largo de Trapani, na Sicília, entre as frotas da República de Gênova e da República de Veneza, como parte da Guerra de São Sabas (1256–1270). Durante a guerra, os venezianos dominaram os confrontos navais, forçando os genoveses a recorrer a incursões comerciais e a evitar batalhas de frota. Na campanha de 1266, os genoveses tinham vantagem numérica, mas isso não era do conhecimento do comandante genovês Lanfranco Borbonino. Como resultado, os genoveses permaneceram na Córsega até o final de maio. A frota veneziana comandada por Jacopo Dondulo, foi deixado para navegar de um lado para o outro aguardando o aparecimento da frota genovesa nas águas ao redor do sul da Itália e da Sicília. Temendo que o outro lado tivesse mais navios, ambos os lados reforçaram suas frotas com navios adicionais, mas os genoveses mantiveram uma pequena vantagem numérica.
As duas frotas se encontraram perto de Trapani, na Sicília, em 22 de junho. Ao saber do tamanho menor da frota veneziana, o conselho de guerra genovês resolveu atacar, mas durante a noite Borbonino reverteu a decisão e ordenou que seus navios assumissem uma posição defensiva, amarrados com correntes, perto da costa. Quando a frota veneziana atacou no dia 23, muitas das tripulações dos navios genoveses, em sua maioria tripuladas por estrangeiros contratados, desanimaram e abandonaram seus navios. A batalha foi uma vitória veneziana esmagadora, pois eles afundaram ou capturaram toda a frota genovesa. Em seu retorno a Gênova, Borbonino e a maioria de seus capitães foram julgados e multados em grandes somas por covardia. Apesar da derrota, Gênova continuou a guerra, na qual nenhum dos lados conseguiu uma vantagem decisiva, até que foi encerrada pela mediação francesa em 1270.